# Mecklenburgische Friedrich-Wilhelm-Eisenbahn-Gesellschaft

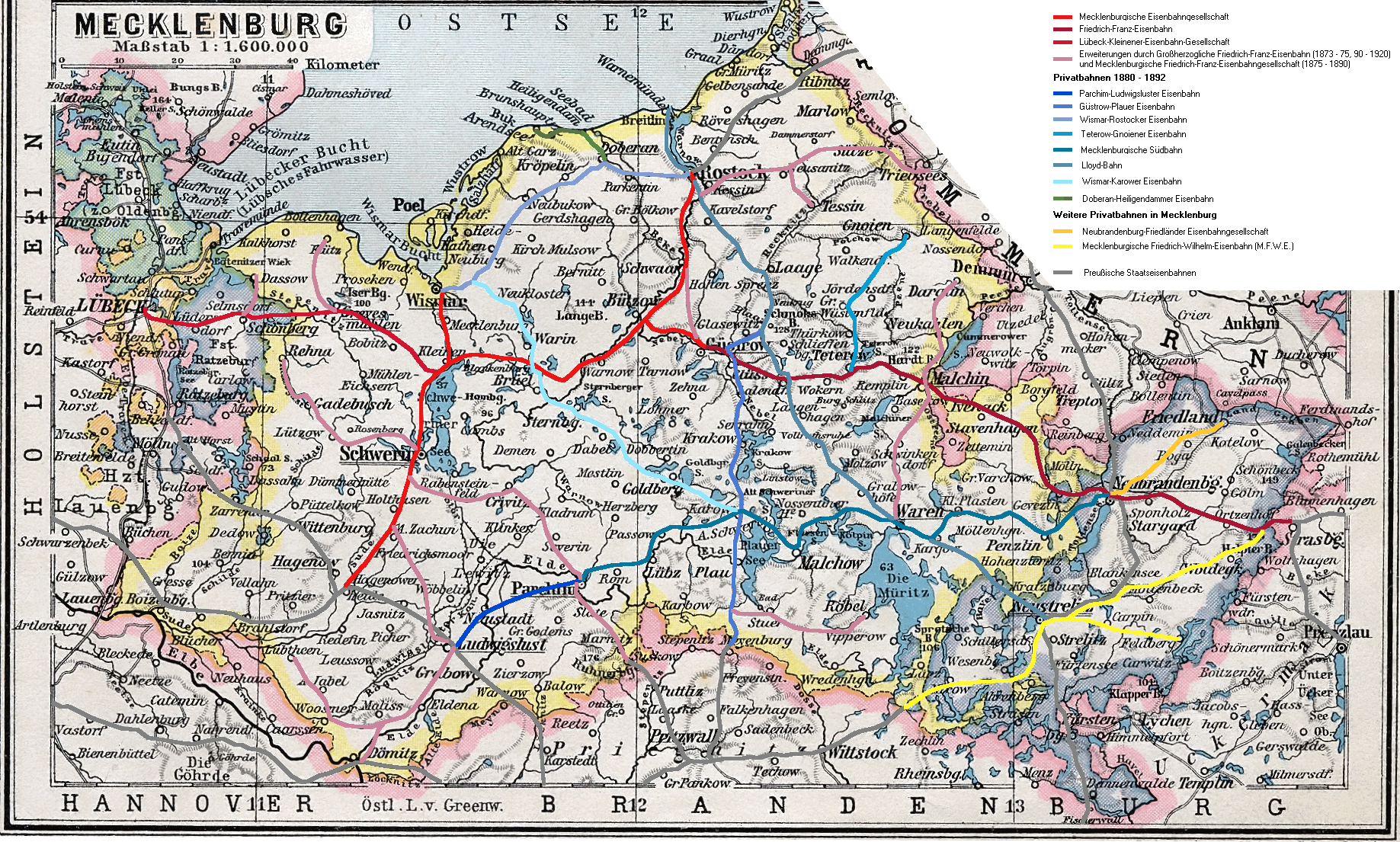
Eisenbahnnetz Mecklenburgs

Die Mecklenburgische Friedrich-Wilhelm-Eisenbahn-Gesellschaft (MFWE) war eine Aktiengesellschaft. Sie betrieb das mecklenburgische Teilstück der Bahnstrecke Wittenberge–Strasburg sowie die Bahnstrecken Thurow–Feldberg und Mirow–Rechlin.

## Geschichte

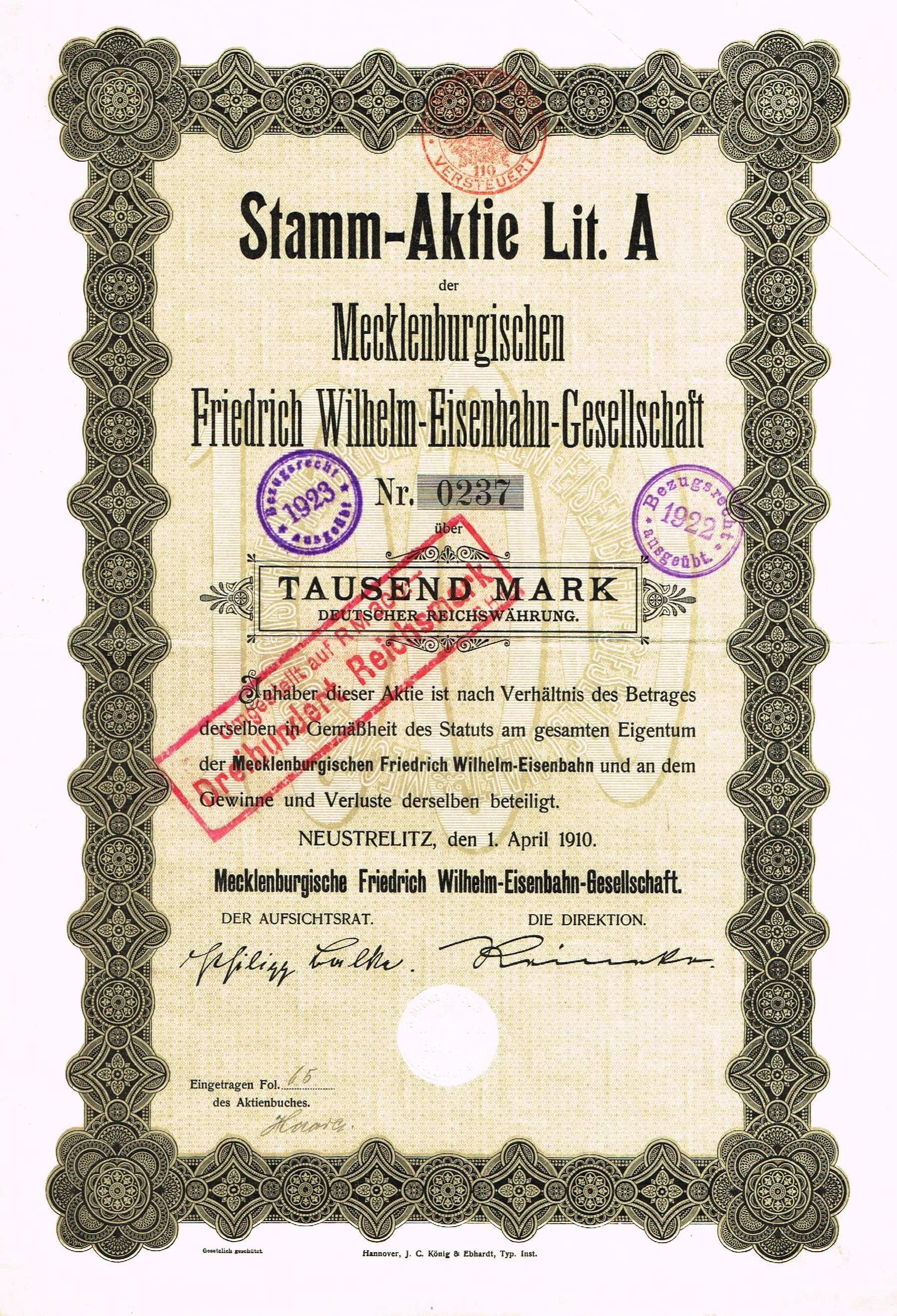
Stamm-Aktie über 1000 Mark der Mecklenburgischen Friedrich Wilhelm-Eisenbahn-Gesellschaft vom 1. April 1910

Das Unternehmen entstand am 8. April 1894 durch die Fusion der Blankensee-Woldegk-Strasburger Eisenbahn-Gesellschaft mit der Neustrelitz-Wesenberg-Mirower Eisenbahn-Gesellschaft. Zum 1. Januar 1941 wurde die Bahn aus militärischen Gründen von der Deutschen Reichsbahn übernommen. Damals waren Hauptaktionäre der Mecklenburgische Staat mit 35 Prozent und die Commerz- und Privatbank mit 21 Prozent des Kapitals.
Das 114 Kilometer lange Schienennetz ist nach und nach eröffnet worden. Die Neustrelitz-Wesenberg-Mirower Eisenbahn begann am 18. Mai 1890  mit dem Teilstück Neustrelitz–Mirow (21,7 km). Die Verlängerung folgte am 18. Mai 1895 zwischen Mirow und der preußischen Grenze bei Buschhof (10,7 km). In Buschhof war der Anschluss an die Prignitzer Eisenbahn AG, die das Stück bis zur Grenze (2 km) gepachtet hatte.
Die Blankensee-Woldegk-Strasburger Eisenbahn befuhr ihre ganze Strecke mit 36,9 Kilometern Länge ab dem 15. Oktober 1893.
Weil zwischen Neustrelitz und Blankensee (14,2 km) die Staatsbahnstrecke mitbenutzt werden musste, baute man eine eigene Linie, die am 15. Dezember 1907 für den Güterverkehr und am 4. Januar 1908 für den Personenverkehr eröffnet wurde. Von ihr zweigte in Thurow seit dem 21. Dezember 1910 eine 19,1 Kilometer lange Stichbahn nach Feldberg in Mecklenburg ab. Bei dem MFWE-Bahnhof Neustrelitz handelte es sich um den späteren Südbahnhof.
Eine in den Kriegsjahren 1917/18 erbaute zehn Kilometer lange Militärbahn Mirow–Ellerholz ging 1922 auf die MFWE über. Der öffentliche Güterverkehr begann am 1. Juli 1933, der Personenverkehr am 22. Januar 1934. Im Jahre 1936 wurde die Bahn noch um 1,7 Kilometer bis zur Erprobungsstelle Rechlin der Luftwaffe am Südostufer der Müritz verlängert.
Die MFWE betrieb auch die Hafenbahnen in Neustrelitz und Mirow mit einer Gesamtlänge von fünf Kilometern.
Die MFWE wurde 1941 „verreichlicht“ (d. h. vom Deutschen Reich verstaatlicht), wozu von der Deutschen Reichsbahn zum 17. März 1941 eine Überleitstelle in Neustrelitz eingerichtet wurde.

## Fahrzeuge der MFWE
Einige Fahrzeuge der Eisenbahn-Gesellschaft waren:
- MFWE 1...12, Tenderlokomotiven der Bauart Hohenzollern Typ Crefeld
- MFWE 31–32, Tenderlokomotiven Henschel Typ Essen
- MFWE 31 und 32 (Zweitbesetzung) (später 27 und 28), Tenderlokomotiven von AEG
- MFWE Nr. 29 bis 32, Heißdampf-Tenderlokomotiven von Henschel
- MFWE Nr. 33 und 34, Tenderlokomotiven von AEG
- MFWE T I (1926), Benzoltriebwagen von den Deutschen Werken Kiel (DWK)
- MFWE T II (1922), Benzoltriebwagen von den Deutschen Werken Kiel (DWK)